# Ferrite aciculaire
 (septembre 2016).
Si vous disposez d'ouvrages ou d'articles de référence ou si vous connaissez des sites web de qualité traitant du thème abordé ici, merci de compléter l'article en donnant les références utiles à sa vérifiabilité et en les liant à la section « Notes et références ».
La ferrite aciculaire est une microstructure de ferrite dans l'acier. Elle est caractérisée par ses cristaux en forme d'aiguilles ou en grains lorsqu'elle est vue en deux dimensions. En réalité, les grains ont une forme lenticulaire mince dans leurs formes tridimensionnelles. Cette microstructure a un avantage par rapport à d'autres microstructures en raison de son désordre ayant la propriété d'augmenter sa ténacité.
La ferrite aciculaire se forme à l'intérieur des grains d'austénite par germination autour des inclusions, entraînant la formation de courtes aiguilles de ferrite orientées de façon aléatoire. Cette interpénétration, avec sa granulométrie fine (0,5 à 5 µm avec un rapport d'aspect 3:01-10:01), offre une résistance maximale à la propagation des fissures par clivage. La ferrite aciculaire est également caractérisée par des limites d'angle élevées entre les grains de ferrite. Cela réduit le risque de clivage, parce que ces limites entravent la propagation des fissures. Il est rapporté que la germination des différentes morphologies de ferrite est facilitée par les inclusions non métalliques, en particulier les inclusions d'oxyde d'un certain type et taille sont associées à la formation intragranulaire de ferrite aciculaire. La ferrite aciculaire est une belle représentation des figures de Widmanstätten, qui est la germination par une dispersion intragranulaire optimale des particules d'oxyde / sulfure / silicate.
Le contrôle de la composition chimique du métal de soudure est souvent effectuée afin de maximiser la fraction volumique de ferrite aciculaire en raison de sa dureté. 